# Blake McIver Ewing
Blake McIver Ewing (* 27. März 1985 in Los Angeles, Kalifornien) ist ein US-amerikanischer Schauspieler und Synchronsprecher.

## Leben
Blake McIver Ewing spielte bereits als Junge kleine Rollen in den amerikanischen Fernsehserien Die Nanny und Hör mal, wer da hämmert. Er wurde bekannt als Darsteller von Michelles Freund Derek in der US-amerikanischen Sitcom Full House (1992–1995). 1994 stellte er den Waldo in der Familienkomödie Die kleinen Superstrolche dar.
Zudem sprach er die Synchronstimme von Eugene in der amerikanischen Zeichentrickserie Hey Arnold!. Nebenrollen als Sprecher hatte er auch in den Zeichentrickfilmen Tarzan und Arielle, die Meerjungfrau 2 – Sehnsucht nach dem Meer.
Als Blake Ewing war er Co-Autor und Sänger des Songs Along the River im Abspann des Films Durch den Tod versöhnt (Original: End of the Spear, 2006).

## Auszeichnungen
Für seine Rolle als Junge (The Little Boy) in der Produktion des Musicals Ragtime in Los Angeles erhielt er eine Nominierung für den Ovation Award.

## Filmografie
- 1992–1995: Full House
- 1993: Calendar Girl
- 1993: Die Nanny (The Nanny)
- 1993: Hör mal, wer da hämmert (Home Improvement)
- 1994: Die kleinen Superstrolche (The Little Rascals)
- 1995: Ein Satansbraten ist verliebt (Problem Child 3: Junior in Love)
- 1997: Clueless - Die wichtigen Dinge des Lebens (Clueless)
- 1999: Tarzan (Stimme)
- 2000: Arielle, die Meerjungfrau 2 – Sehnsucht nach dem Meer (Stimme)
- 2001–2003: Hey Arnold! (Stimme)
- 2002: Hey Arnold! – Der Film (Hey Arnold! The Movie) (Stimme)
- 2004: Liebe auf Umwegen (Raising Helen)